# Stalowa Wola Południe
Stalowa Wola Południe – stacja kolejowa w Stalowej Woli, w województwie podkarpackim, w Polsce.

## Ruch pasażerski
| Rok  | Wymiana pasażerska na dobę |
| ---- | -------------------------- |
| 2017 | 50-99                      |
| 2022 | 50-99                      |

Jest to stacja węzłowa – spotykają się tutaj linia kolejowa nr 68 Lublin – Przeworsk oraz linia kolejowa nr 66 ze Zwierzyńca. 
Na stacji, znajduje się 5 torów głównych, oraz 2 boczne i bocznica do Elektrowni Stalowa Wola, służące przed modernizacją elektrociepłowni, do przyjmowania składów z węglem oraz zmiany czoła lokomotywy. Obecnie nie używane.
Budynek stacyjny został zaadaptowany jako posterunek rewidentów wagonów. Stacja posiada 2 nastawnie – dysponującą „Sp” od strony Nisko oraz wykonawczą „Sp1” od strony Rozwadowa oraz semafory świetlne. Niegdyś zatrzymywały się tutaj pociągi TLK, obecnie tylko pociągi REGIO.